# Weifen
Weifen (chinesisch 蔚汾镇, Pinyin Wèifén Zhèn) ist eine Großgemeinde im Kreis Xing der bezirksfreien Stadt Lüliang in der Provinz Shanxi der Volksrepublik China. Der Gemeindecode ist 141123100, die Bevölkerung beläuft sich auf 100.615 Personen(Stand: Zensus 2020). bei einer Gemeindefläche von 231 km².
Die Großgemeinde gliedert sich in sechs Einwohnergemeinschaften (Shuiquanwan, Dongcheng, Tonghui, Xicheng, Xingshengwan und Xitanping) und 47 Dörfer (Dongguan, Xiguan, Gedong, Qiaojiagou, Houfada, Songjiata, Guojiamao, Chengjiagou, Yuanjiaping, Maidishan, Zaolin, Hejia Getai, Yinta, Nantong, Tuzhen, He’ershang, Mengjiagou, Shipantou, Qiancheng, Gongyi, Kangjiagou, Sunjialiang, Xiali Jiawan, Guanjiaya, Xiaojiawa, Hejiaping, Shulin, Yangta, Longweimao, Zigouliang, Yantou, Dongpo, Xinghuaju, Shuangsheng, Liujia Getai, Yinmahui, Chijian, Kongjiagou, Shangli Jiawan, Guanzhuang, Songshi, Changle, Beikang, Xiawang, Xingye, Aiyutou und Qinjia Geleng).